# Cattedrale di San Giuseppe (Hanoi)
La cattedrale di San Giuseppe (in lingua vietnamita: Nhà thờ chính tòa Thánh Giuse) è una chiesa cattolica situata nel Distretto di Hoàn Kiếm di Hanoi in Vietnam.

## Storia e descrizione
Realizzata in stile neogotico, è stata costruita nel 1886, durante la colonizzazione francese sotto l'episcopato di monsignor Paul-François Puginier, che la inaugurò il giorno di Natale di quell'anno. È la cattedrale della Arcidiocesi di Hanoi e prende il nome da San Giuseppe, santo patrono del Vietnam e dell'Indocina.

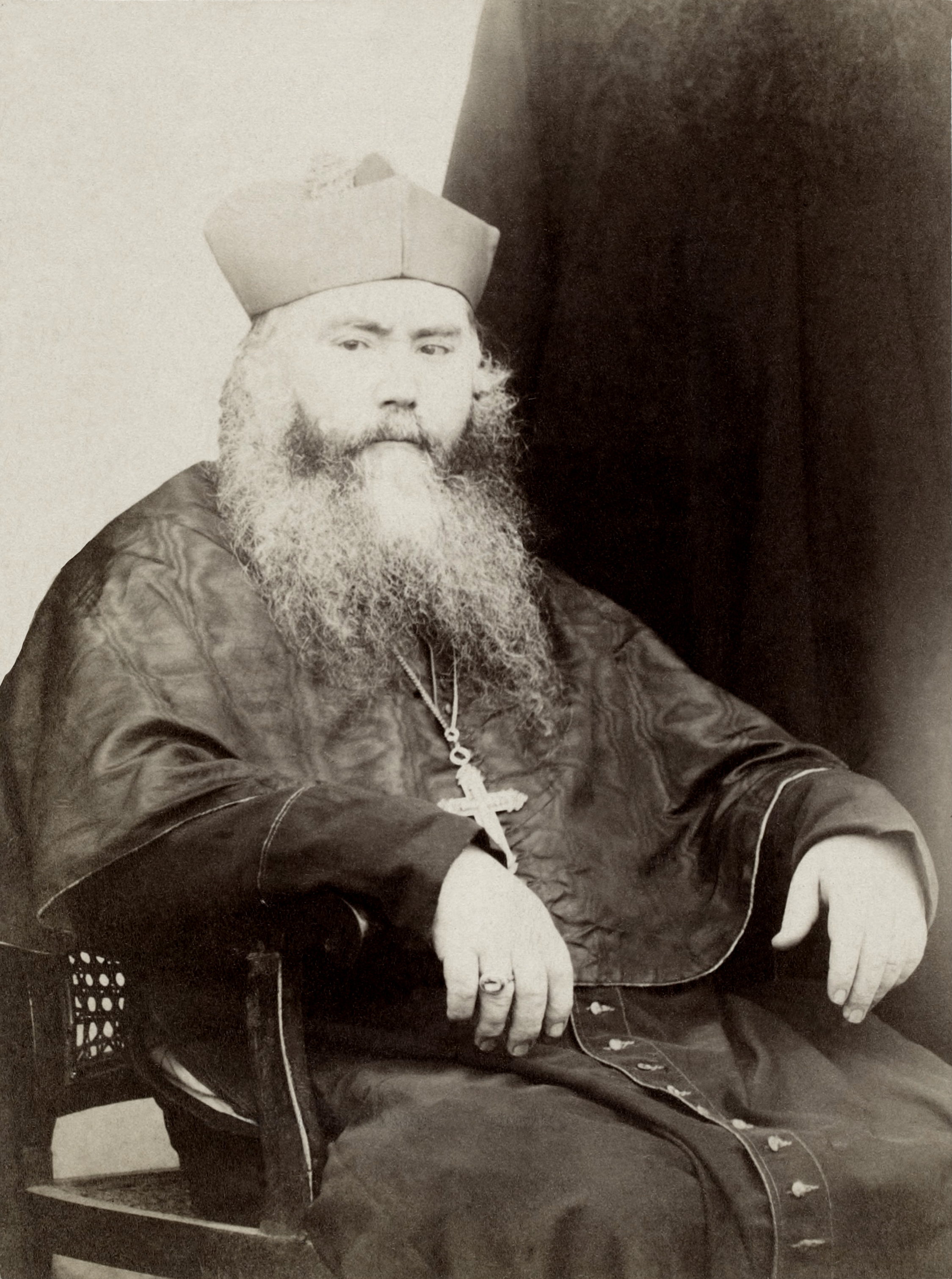
Paul-François Puginier

La chiesa si trova sul sito dove era presente l'antica pagoda di Bao Thien risalente all'anno 1000 e antico centro amministrativo prima della colonizzazione francese. L'edificio conserva pregevoli dipinti e le vetrate istoriate. Per motivi politici nella chiesa per molti anni non si celebrarono riti religiosi. Venne nuovamente aperta al culto nel 1990. L'organo a canne è stato installato il 23 novembre 2022 ed è stato progettato dall'artigiano belga Guido Schumacher nell'ambito di un importante progetto di scambio culturale tra Itami in Giappone e Hasselt in Belgio. lo strumento ha 1 850 canne.